# Josef Källström
Josef Källström, född 1974, är en svensk roddare. Han tävlade i lättviktsdubbelsculler herrar vid olympiska sommarspelen 2000.